# Monument aux morts de Decazeville
Le monument aux morts de Decazeville (Aveyron, France) commémore les soldats de la commune morts lors des conflits du XXe siècle.

## Caractéristiques
Le monument est érigé dans le centre de Decazeville sur la place Wilson, devant le parvis de l'église Notre-Dame. Il occupe un espace carré bordé de voies de circulation, entouré d'un garde-corps qui s'interrompt au milieu de chaque côté afin d'en permettre l'accès. Le monument s'élève sur une petite plate-forme également carrée, accessible par un petit escalier de cinq marches là encore sur chaque côté.
Le monument aux morts en lui-même est constitué d'un piédestal de plan carré en béton armé recouvert de pierre de Chauvigny, au centre duquel s'élève un obélisque. Celui-ci est creusé, sur ses faces antérieures et postérieures, d'un long sillon vertical. Devant l'obélisque, une sculpture en bronze représente une lanterne de mineur, sur un socle en pierre portant les dates « 1914 1918 ».
Des bas-reliefs allégoriques en bronze figurent sur trois faces du piédestal : la Guerre et la Paix sur les côtés, un soldat mort et un mineur piégé par un coup de grisou sur l'avant. Le monument est à la fois un monument aux morts de la guerre et aux morts du travail.
Le monument ne comporte aucun nom,.

## Histoire
La construction du monument est décidée dès le début des années 1920. Les plans du monument sont dressés par l'architecte Émile Pouch et la réalisation est confiée à l'entrepreneur André Fontalba, pour un montant de 108 705 francs. Des dissensions entre architecte et entreprise interrompent le chantier pendant un temps, avant sa reprise sous la direction de la municipalité.
Le décor sculpté est confié en 1934, après concours, à André Léon Galtié pour 44 460 francs. Le monument est finalement inauguré le 9 décembre 1934.
Le monument aux morts est inscrit au titre des monuments historiques le 18 octobre 2018. Il fait partie d'un ensemble de 42 monuments aux morts de la région Occitanie protégés à cette date pour leur valeur architecturale, artistique ou historique.